# Хциси
Хциси (груз. ხცისი) — село в Грузии. Находится в Хашурском муниципалитете края Шида-Картли. Высота над уровнем моря составляет 705 метров. Население — 424 человек (2014).

## Храм
На горе рядом с селом расположен Храм Иоанна Крестителя в Хциси (груз. ხცისის იოანე ნათლისმცემლის ეკლესია). Согласно надписи, построен в 222 году (по грузинскому летоисчислению — 1002 год нашей эры).